# S.R.V.
S.R.V. é uma canção de rock instrumental do guitarrista virtuoso estadunidense Eric Johnson. Ela foi lançada no álbum Venus Isle, de 1996.
Trata-se de um tributo ao guitarrista texano Stevie Ray Vaughan (por isso seu nome S.R.V.), e conta com a participação de Jimmie Vaughan como guitarrista convidado.
S.R.V. é uma das 3 músicas tocadas por Eric Johnson no DVD G3: Live in Concert, de 1997, não estando presente na versão em CD do mesmo álbum. Esta versão do álbum G3: Live in Concert foi indicada ao Grammy Awards na categoria Melhor Performance de Rock Instrumental

## Prêmios e Indicações
| Ano  | Música | Prêmio        | Indicação                          | Obseravção                          | Resultado | Ref.  |
| ---- | ------ | ------------- | ---------------------------------- | ----------------------------------- | --------- | ----- |
| 1998 | S.R.V. | Grammy Awards | Best Rock Instrumental Performance | Versão do álbum G3: Live in Concert | Indicado  | [ 3 ] |